# DNH 7

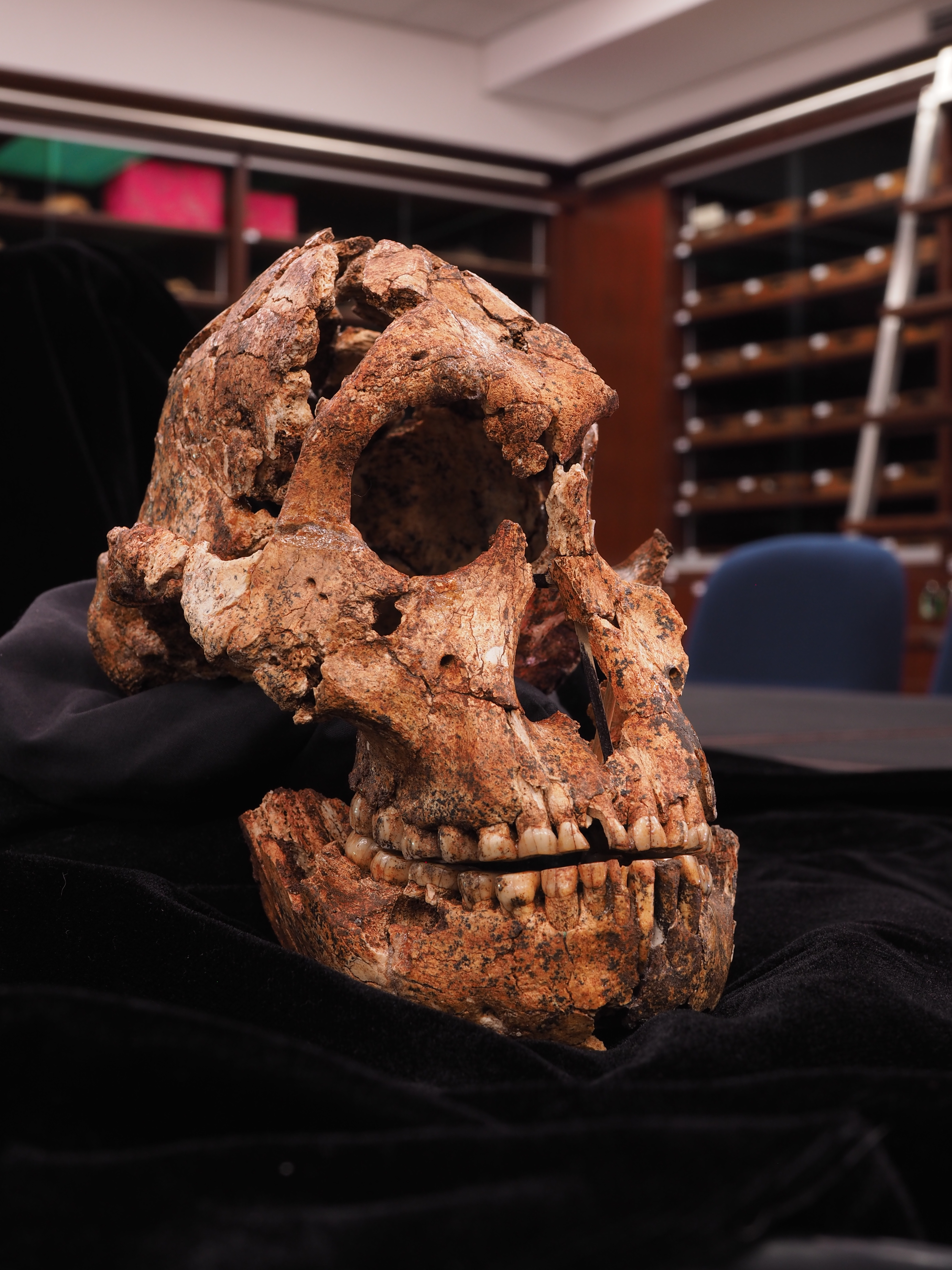
DNH 7 (Original)

DNH 7 ist die Sammlungsnummer eines nahezu vollständig erhaltenen Schädels mit zugehörigem Unterkiefer von Paranthropus robustus, der 1994 in der Provinz Gauteng, Südafrika, entdeckt wurde. In unmittelbarer Nähe zu diesem Fossil wurde ein weiterer, sehr gut erhaltener Unterkiefer (DNH 8) entdeckt, der zur gleichen Art gehört. Anhand von Tierfossilien aus der gleichen Fundschicht wurde das Alter beider Individuen auf 1,5 bis 2 Millionen Jahre geschätzt. DNH 7 wird gelegentlich auch mit dem Spitznamen „Eurydice“ bezeichnet, DNH 8 als „Orpheus“. Das Kürzel DNH steht für Drimolen Homind, Verwahrort der Fossilien ist die School of Anatomical Sciences der Witwatersrand-Universität.

## Entdeckung
Fundort war das seit 1992 von André W. Keyser (* 1938; † 15. August 2010), einem Paläoanthropologen der Witwatersrand-Universität erkundete, ehemalige Höhlensystem von Drimolen. Am 21. Oktober 1994 legte dort ein Mitarbeiter Keysers mit einer Spatel das Bruchstück eines homininen Oberkiefers mit zwei ansitzenden Molaren frei. An den folgenden drei Tagen wurden nach dem Abtragen von Sedimenten die Umrisse eines nur leicht zerdrückten Schädels, des ihm zugehörigen Unterkiefers und eines zweiten Unterkiefers sichtbar. Die Präparation und Rekonstruktion der Knochen erwies sich danach als sehr aufwändig, da Pflanzenwurzeln und eine Ameisenkolonie in die Schädelknochen eingedrungen waren und deren innere und äußere Schichten voneinander gelöst hatten. Erst fünf Jahre später hatte Ronald J. Clarke die Knochen so weit gefestigt, dass eine Rekonstruktion möglich wurde.

## Merkmale
Das Fossil DNH 7 gilt als der am besten erhaltene Schädel von Paranthropus robustus. Die Zähne sind vollständig erhalten, auch die Gesichtsknochen sind bis auf wenige Bereiche vollständig, es fehlt allerdings unter anderem Knochensubstanz im Bereich der Nase. Die 3. Molaren („Weisheitszähne“) weisen Abriebspuren auf, woraus geschlossen werden kann, dass das Individuum zum Zeitpunkt seines Todes ausgewachsen war. Der Schädel DNH 7 ist merklich kleiner als andere, aus Swartkrans bekannte Schädel von Paranthropus robustus, weswegen vermutet wird, dass es sich um den Überrest eines weiblichen Individuums handelt. Der fast vollständig bezahnte Unterkiefer DNH 8 wurde hingegen als männlich eingeordnet.
Der Anfang 2021 erstmals beschriebene, gut erhaltene Schädel DNH 155, dessen Alter auf 2,04 bis 1,95 Millionen Jahren datiert wurde, ähnelt in zahlreichen Merkmalen dem Schädel DNH 7, wurde jedoch als männlich interpretiert. Beiden Funden ist gemeinsam, dass ihre Merkmale von denen jüngerer Paranthropus-robustus-Funde abweichen. Daher wurden Zweifel an früheren Hypothesen zum Sexualdimorphismus bei Paranthropus robustus geäußert.

## Belege
1. ↑  André W. Keyser: The Drimolen skull: the most complete australopithecine cranium and mandible to date. In: South African Journal of Science. Band 96, 2000, S. 189–193, Volltext (PDF; 641 kB) (Memento vom 30. Juli 2020 im Internet Archive) mit Abbildungen von DNH 7 und DNH 8
2. ↑  Jesse M. Martin et al.: Drimolen cranium DNH 155 documents microevolution in an early hominin species. In: Nature Ecology & Evolution. Band 5, 2021, S. 38–45, doi:10.1038/s41559-020-01319-6.